# Burgstädt
Burgstädt est une ville de Saxe (Allemagne), située dans l'arrondissement de Saxe centrale, dans le district de Chemnitz.

## Géographie
La ville se trouve sur la rive des rivières Zwickauer Mulde et de la Chemnitz (rivière).

## Personnalités
Otto von Bismarck a été nommé citoyen d'honneur en 1895.

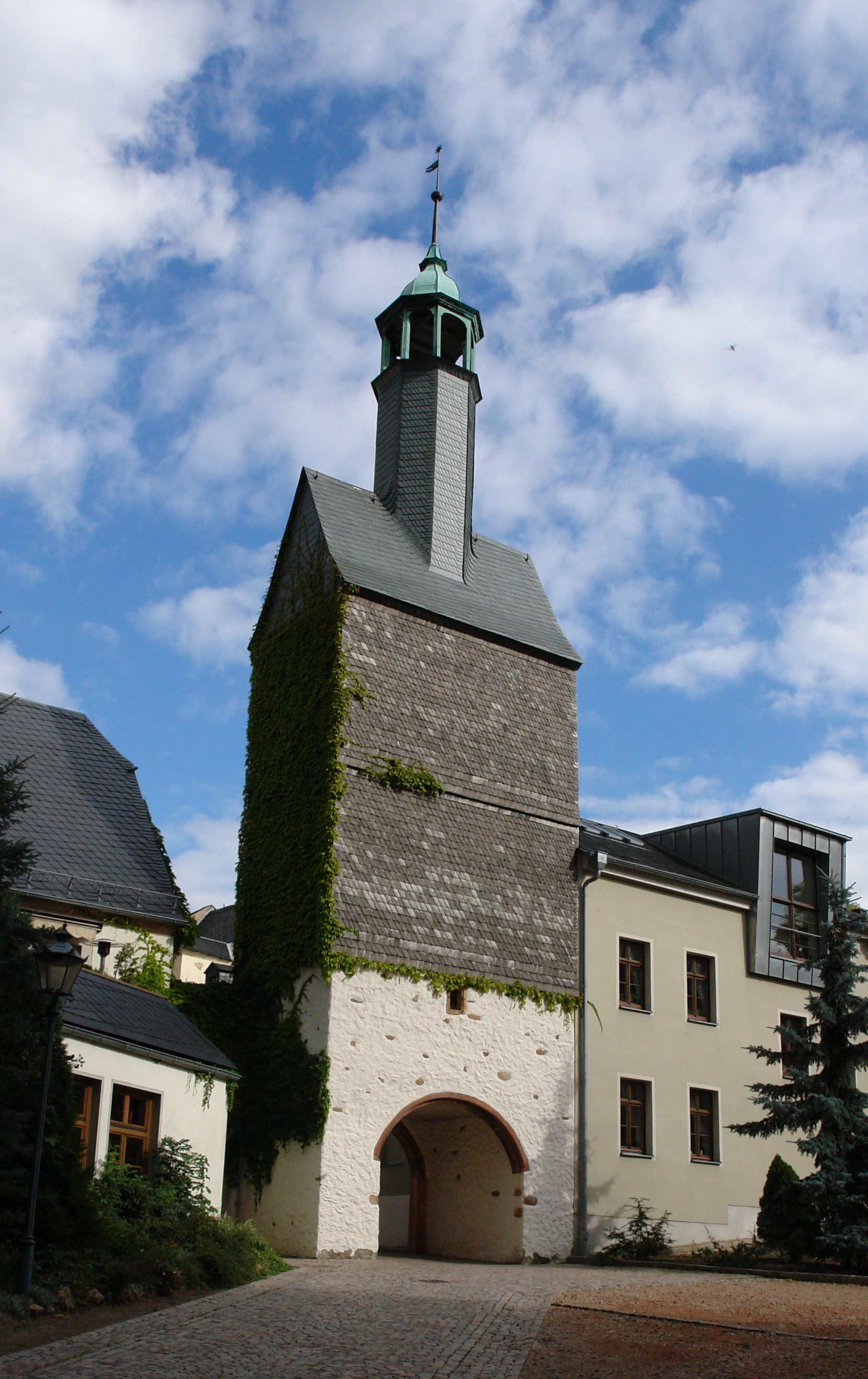
Le Seigerturm place du marché.
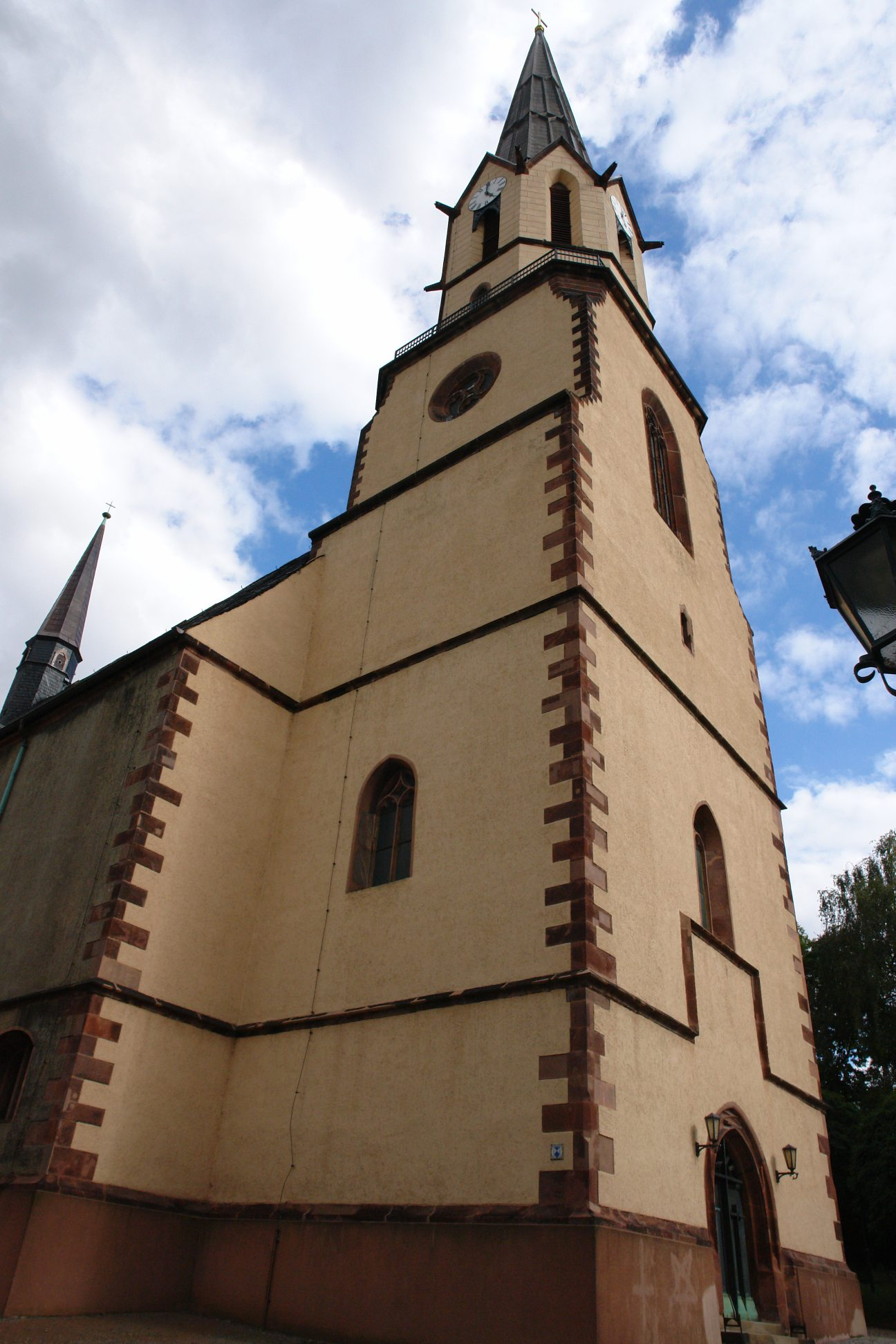
église.